# Округ Плакеминс (Луизијана)
Плакеминс (енгл. Plaquemines Parish) је округ у америчкој савезној држави Луизијана.

## Демографија
По попису из 2010. године број становника је 23.042, што је 3.715 (-13,9%) становника мање него 2000. године.
| Група             | 2000.          | 2010.          |
| Белци             | 18.412 (68,8%) | 15.617 (67,8%) |
| Афроамериканци    | 6.258 (23,4%)  | 4.715 (20,5%)  |
| Азијати           | 700 (2,6%)     | 731 (3,2%)     |
| Хиспаноамериканци | 433 (1,6%)     | 1.067 (4,6%)   |
| Укупно            | 26.757         | 23.042         |